# Mount Cherry-Garrard
Mount Cherry-Garrard ist ein 987 m hoher Berg am seewärtigen Ende der Wasserscheide zwischen dem Simpson-Gletscher und dem Fendley-Gletscher im Norden des ostantarktischen Viktorialands.
Die vom britischen Polarforschers Victor Campbell (1875–1956) geleitete Nordgruppe der Terra-Nova-Expedition (1910–1913) kartierte ihn und benannte ihn nach Apsley Cherry-Garrard (1886–1959), Assistenzzoologe bei dieser Forschungsreise.